# Opovo
Opovo (in serbo Опово?, in ungherese Ópáva) è una città e una municipalità del distretto del Banato Meridionale nel sud-est della provincia autonoma della Voivodina.